# Juan José Oroz

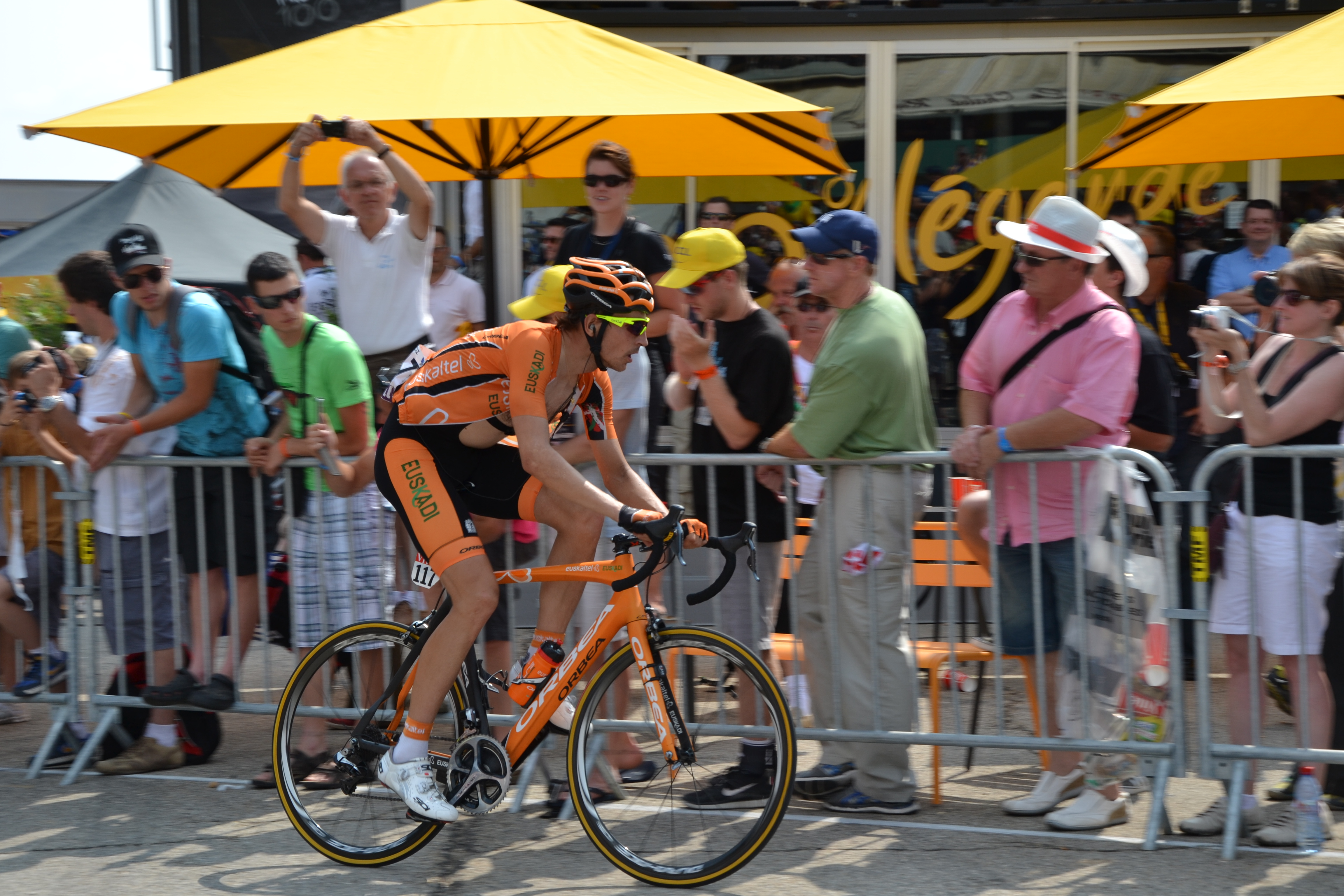
Juan José Oroz bei der Tour de France 2013

Juan José Oroz Ugalde (* 11. Juli 1980 in Pamplona, Navarra) ist ein ehemaliger spanischer Radrennfahrer.

## Karriere
Seine Profikarriere begann er beim spanischen Professional Continental Team Kaiku im Jahr 2006. Zu Beginn der Saison 2007 wechselte er zum Continental Team Orbea, für das er den 2. Platz auf der 4. Etappe der Asturien-Rundfahrt errang.
Ab dem 12. Mai 2007 wechselte er zum baskischen Team Euskaltel-Euskadi, welches an der UCI Pro Tour teilnimmt. Er bestritt unter anderem die Deutschland-Tour für dieses Team, die er auf dem 62. Platz beendete, sowie weitere wichtige Rennen der UCI Pro Tour, wie der Polen-Rundfahrt, bei der er mit Platz 32 sein bestes Resultat bei einer mehrtägigen Rundfahrt erreichte.
Ende der Saison 2014 beendete er seine Karriere als Radrennfahrer und wurde Sportlicher Leiter eines spanischen Vereinsteams.

## Erfolge
2014
- eine Etappe Tour de Korea

## Teams
- 2006 Kaiku
- 2007 Orbea-Laukiz F.T. (bis Mai)
- 2007 Euskaltel-Euskadi (ab Mai)
- 2008 Euskaltel-Euskadi
- 2009 Euskaltel-Euskadi
- 2010 Euskaltel-Euskadi
- 2011 Euskaltel-Euskadi
- 2012 Euskaltel-Euskadi
- 2013 Euskaltel Euskadi
- 2014 PinoRoad (bis Mai)
- 2014 Burgos-BH (ab Mai)